# Józef Łukaszewicz
Józef Łukaszewicz (russisch Юзеф Лукашевич; * 1. Dezemberjul. / 13. Dezember 1863greg. auf dem Landgut Bikiškė bei Mednick; † 19. Oktober 1928 in Wilna) war ein polnisch-russischer Geologe und Hochschullehrer.

## Leben
Łukaszewicz entstammte einer Szlachta-Familie. Nach dem Gymnasiumsabschluss 1883 in Wilna studierte er an der mathematischen Abteilung der Kaiserlichen Universität St. Petersburg. Er gehörte mit Pachomi Iwanowitsch Andrejuschkin, Wassili Denissowitsch Generalow, Orest Makarowitsch Goworuchin, Sergei Andrejewitsch Nikonow, Wassili Stepanowitsch Ossipanow und anderen zur 1886 gegründeten und von Pjotr Jakowlewitsch Schewyrjow und Alexander Iljitsch Uljanow geführten Terroristischen Fraktion der Narodnaja Wolja. Auch lud Łukaszewicz aus seinem Freundeskreis Bronisław Piłsudski in die Fraktion ein. Nach dem missglückten Attentat auf Alexander III. erhielt Łukaszewicz in dem anschließenden Prozess 1887 die Todesstrafe, die in die unbefristete Katorga in der Festung Schlüsselburg umgewandelt wurde.
Infolge der Revolution wurde Łukaszewicz 1905 mit dem Verbot jeglicher politischer Tätigkeit freigelassen. Er lebte nun im Hause seines Vaters unter Polizeiaufsicht. 1907 durfte er nach St. Petersburg zurückkehren, so dass er sein Studium an der Kaiserlichen Universität St. Petersburg abschließen konnte. In seinem dreiteiligen Werk über das anorganische Leben der Erde (1908–1911) beschrieb er die zonale Metamorphose der Gesteine und diskutierte die Mechanismen des Stoffkreislaufs in der Erdkruste. Das Werk wurde von der Russischen Geographischen Gesellschaft und von der Kaiserlichen St. Petersburger Akademie der Wissenschaften ausgezeichnet. Er reiste in Italien, Ägypten, in der Türkei und in Griechenland. Er lehrte an verschiedenen Universitäten im Russischen Kaiserreich.
Ab 1911 arbeitete Łukaszewicz im Geolkom (Geologisches Komitee des Allrussischen Geologischen Instituts), dessen Direktor bis 1914 Feodossi Nikolajewitsch Tschernyschow war und darauf Karol Bohdanowicz. Während des Ersten Weltkrieges beschrieb Łukaszewicz 1915 den Einfluss der Gletscherprozesse auf die Gebirgsbildung. 1916 wurde er Dekan der Fakultät für Geomorphologie des Höheren Geographie-Kurses, des späteren St. Petersburger Geographie-Instituts.
Nach der Februarrevolution 1917 wurde Łukaszewicz Mitglied des Petrograder Sowjets. Nach der Oktoberrevolution wurde er der erste Direktor des neuen St. Petersburger Geographie-Instituts. Aus Enttäuschung über die Entwicklung der Revolution kehrte Łukaszewicz 1919 nach Wilna zurück. Zunächst arbeitete er als Schulaufseher der bisherigen Verwaltung Ober Ost. Zum 1. Januar 1920 wurde er zum kommissarischen Professor am Lehrstuhl für Geologie der Polnischen Stephan-Báthory-Universität in Wilna ernannt. Bereits im Sommer 1920 wurde er Professor und Leiter des Lehrstuhls für physikalische Geologie.
Łukaszewicz wurde auf dem Wilnaer Friedhof Rasos begraben. Ignacy Łukasiewicz war ein entfernter Verwandter.